# Hemerobius eatoni
Hemerobius eatoni är en insektsart som beskrevs av Morton 1906. Hemerobius eatoni ingår i släktet Hemerobius och familjen florsländor. Inga underarter finns listade i Catalogue of Life.